# أحمد نيوفانداني
أحمد نيوفانداني (بالإندونيسية: Ahmad Noviandani)‏ (7 يونيو 1995 بكديري في إندونيسيا - ) هو لاعب كرة قدم إندونيسي في مركز الوسط. شارك مع منتخب إندونيسيا تحت 23 سنة لكرة القدم. أما مع النوادي، فقد لعب مع نادي آريما كرونوس وPersijap Jepara ‏ وPersatu Tuban ‏ وPSIS Semarang ‏.

## روابط خارجية
- أحمد نيوفانداني على موقع قاعدة بيانات كرة القدم.إي يو (الإنجليزية)
- أحمد نيوفانداني على موقع Soccerway.com (الإنجليزية)